# 尚絅学院大学女子短期大学部
尚䌹学院大学女子短期大学部（日语：／ Shōkei Gakuin Daigaku Joshi Tanki Daigakubu *）是过去一所位于日本宫城县名取市的私立短期大学。前身是尚䌹女学院短期大学（日语：／ Shōkei Jogakuin Tanki Daigaku *）。

## 概要

### 简介
- 学校最早可以追溯到1892年[1][2]。短期大学为于1950年开办[2]、由学校法人尚絅学院经营。来源于美国人传教士创办的尚絅女学会、由于教育的基础是新教。招生到2009年[3]、停办于2011年。

### 历史

#### 本科
- 1950年 尚䌹女学院短期大学成立并同时设置两个学科、以下列举[2]。
- 英语科
- 家政科
- 1955年 保育科成立[2]。
- 1959年 英语科停办[2]。
- 1964年 家政科分离为两个专攻、以下列举[2]。
  - 家政专攻
  - 食物营养专攻[注 4]
- 1967年 英文科成立[注 3][2]。
- 1989年 人类关系科成立。校园迁址至名取市从仙台市[2]。
- 1993年 家政科改编为生活科学专攻、家政专攻改编为生活科学专攻[注 4][2]。
- 2003年 改名为尚䌹学院大学女子短期大学部[2]。
- 2009年 最后一年招生、次年停止招生（正式停办于2011年5月2日以后[3]）。

#### 专科
- 1964年 保育专攻成立（招生到于2009年）[2]。
- 1994年 食物营养专攻成立（招生到于2004年）[2]。
- 1995年 生活科学专攻成立（招生到于2004年）[2]。
- 1999年 食物营养专攻的学制从1年延长至2年[2]。
- 2002年 保育专攻的学制从1年延长至2年[2]。

## 学校环境
- 校区：在宫城县名取市[注 1]

## 历任校长
- 佐佐木公明：最后短期大学校长[3]

## 组织

### 学科
- 保育科

### 前学科
| - 生活科学科 - 生活科学专攻 - 食物营养专攻 - 英文科 - 人类关系科 |

### 专科
| - 保育专攻 - 生活科学专攻 - 食物营养专攻 |

### 业余课程
| - 没有 |

### 附属学校
- 幼儿园：前尚䌹女学院短期大学附属幼儿园成立于1956年[4]

## 相关链接
- 日本短期大学列表